# Château de la Motte (Château-Renard)
Le château de la Motte est un château situé dans la commune de Château-Renard, dans le département du Loiret et la région Centre-Val de Loire, en France.

## Historique
Le château de La Motte aurait été fondé en 910 par Fromont de Sens, puis abandonné par Renaud de Sens, son fils, au profit du château-haut de Château-Renard, subsistant aujourd'hui seulement à l'état de ruines.
Il s'agit d'un château fort bâti sur un terre-plein de forme octogonale, entouré de douves en eaux, baignées par la rivière Ouanne.
Au Moyen Âge, le château de La Motte appartint à la Maison de Courtenay, puis aux Sully et aux La Trémoïlle.
En 1531, Jacqueline de La Trémoïlle, épouse de Claude Gouffier, la vend à Louise de Montmorency (1496-1547), protestante, alors veuve de Gaspard 1er de Coligny, maréchal de France. Elle le transmet à leur fils, Gaspard II de Coligny, grand amiral de France, un des chefs du parti protestant, assassiné à la Saint-Barthélemy, en 1572.
Le château est détruit en 1561 par les troupes royales, lors des guerres de Religion.
La seigneurie et le château en ruines sont rachetés par la fille de Gaspard II, Louise de Coligny (1555-1620), mariée avec    Charles de Téligny, puis avec Guillaume 1er d'Orange-Nassau, stathouder des Pays-Bas.
Vers 1609, Louise de Coligny fait reconstruire le château de La Motte, le château actuel, sur les fondations du précédent, mais n'y habita pas. La Motte passe à son fils Frédéric-Henri d'Orange-Nassau (1584-1647), aussi stathouder des Provinces-Unies, puis au fils de celui-ci, Guillaume II d'Orange-Nassau (1626-1650), stathouder des Provinces-Unies et à son fils.
Pendant la minorité de son fils, Guillaume III d'Orange-Nassau (1650-1702), futur roi Guillaume III d'Angleterre, La Motte est acheté en 1661 par Élisabeth Souchon, veuve de Jacques d'Amat, conseiller d'État et maître d'hôtel du Roi.
En 1680, une nouvelle vente fait échoir La Motte à Antoine d'Aquin, premier médecin du roi Louis XIV, auquel succèdent son fils Antoine II d'Aquin, intendant de la généralité de Moulins, mort en 1735, puis Louis d'Aquin et Élisabeth d'Aquin.
En 1755, la famille d'Aquin vend La Motte à Jean-Pierre de Fougeret, écuyer, conseiller-secrétaire du Roi en la chancellerie près le Conseil provincial d'Artois, qui y meurt en 1756.
Jean-Pierre de Fougeret a pour successeur son fils, Jean de Fougeret, receveur général des finances de Franche-Comté, qui fait restaurer La Motte par l'architecte Guillaume-Martin Couture. En 1779, il achète au duc d'Orléans la seigneurie du château-Haut de Château-Renard, qu'il réunit à celle de La Motte.
Il épouse en 1762 Anne-Françoise Doutremont, qui fondera en 1784 la enSociété de Charité Maternelle, un organisme philanthropique destiné à assister les mères pauvres et leurs nouveau-nés, patronné par la Reine Marie-Antoinette et considéré comme précurseur de la Sécurité-Sociale. Pendant la Terreur, Jean de Fougeret est incarcéré, jugé et guillotiné en 1794.
En 1807, sa veuve et leurs quatre filles vendent la Motte à Charles de Baert (1751-1825), ancien député à l'Assemblée législative, qui sera élu député du Loiret en 1815 et siégera dans la minorité de la chambre introuvable.
La Motte passe après lui à sa fille, Henriette de Baert, morte en 1856, mariée en 1822 avec Nicolas Michel Le Peletier des Forts, puis à leur fille Léontine Le Peletier des Forts (1823-1872), mariée en 1843 avec Conrad Tardieu de Maleissye, et à leur fille Marguerite de Maleissye (1852-1925). Les neveux de cette dernière vendirent à Maître Pierre Havet, avoué à la Cour, la propriété, qui fut achetée en 1961 par la famille Locher.
Les allemands occupèrent le château pendant la Seconde Guerre mondiale.
Le château de La Motte est propriété privée.

## Protection
Les façades, toitures, douves et pont du château de La Motte sont classés au titre des monuments historiques, depuis un arrêté du 15 mars 1945.

## Description
Bâti en brique et pierre sur un terre-plein de plan octogonal entouré d'eaux, le château de La Motte en occupe cinq des huit côtés. Trois corps de logis surmontés de hautes toitures indépendantes font face à l'entrée, prolongés en retour par deux ailes plus basses.
Deux tours et quatre tourelles marquent les angles du terre-plein, accessible par un pont dormant en pierre.